# Hadena chrysochlora
Hadena chrysochlora là một loài bướm đêm trong họ Noctuidae.